# Akmerkez

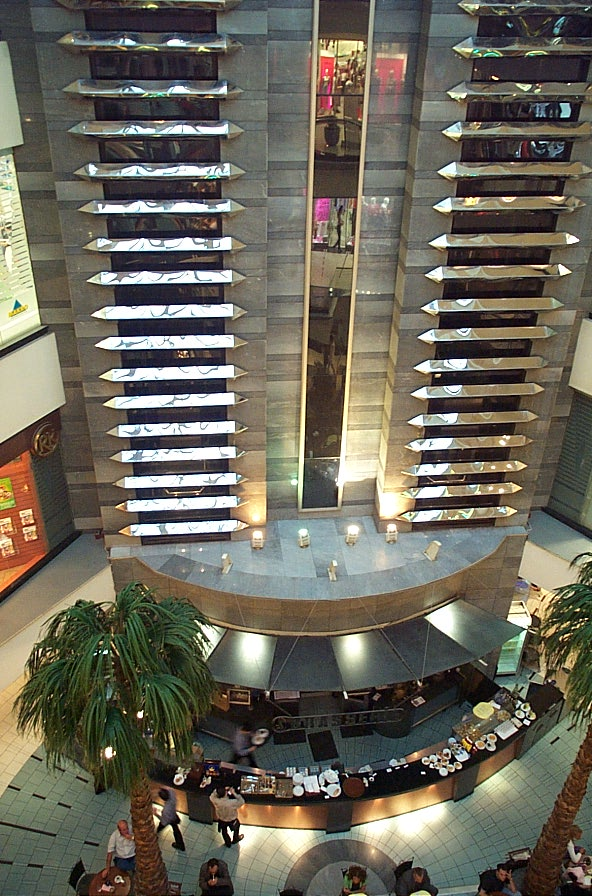
Interieur

Akmerkez is een winkelcentrum gelegen in de buurt Etiler van Istanboel, Turkije. Het werd op 18 december 1993 geopend door een joint venture door de bedrijven van Akkök, Tekfen en İstikbal.
In 1995 werd Akmerkez gekozen als het beste winkelcentrum van Europa door de International Council of Shopping Centers (ICSC). In een wedstrijd, georganiseerd door dezelfde raad, werd Akmerkez erkend als het beste winkelcentrum in de wereld in 1996. Bovendien ontving Akmerkez het hoogste eerbetoon gegeven door de ICSC, de "International Design and Development Award". Het is het enige winkelcentrum in de wereld dat beide prijzen heeft ontvangen.